# Christoph Eschenfelder
Christoph Eschenfelder (* wahrscheinlich 1470 in Groß-Gerau; † 27. April 1547 in Boppard) war ein kurtrierischer Zollbeamter, Amtmann und Humanist. 1518 begegnete er dem durchreisenden Erasmus von Rotterdam, dessen Werke er mit Begeisterung studiert hatte. Es entstand eine Brieffreundschaft bis zum Tode von Erasmus, der ihm sein letztes Werk widmete.

## Leben
Eschenfelder wurde in Groß-Gerau in der Grafschaft Katzenelnbogen (heute: in Hessen) wahrscheinlich 1470 geboren. 1502 wird er als Notar in Limburg erwähnt. Ab 1504 war er in der kurtrierischen Verwaltung tätig, wurde 1508 kurtrierischer Notar und 1513 Amtmann und Zollschreiber in Boppard. Damit war Eschenfelder Vorsteher des Bopparder Zollhauses und gleichzeitig Leiter der Verwaltung des kurtrierischen Amtes Boppard.
Im September 1518 reiste Erasmus von Rotterdam mit dem Schiff auf dem Rhein. Als er sich in Boppard aufhielt, wo sein Schiff an der kurtrierischen Zollstation inspiziert wurde, machte einer der Zöllner Eschenfelder auf den Reisenden aufmerksam. Eschenfelder begrüßte Erasmus begeistert und lud ihn in sein Haus zu seiner Familie ein, während er die auf Weiterreise drängenden Schiffer mit Wein und dem Versprechen, ihnen bei der Rückreise den Zoll zu erlassen, besänftigte. Erasmus fand in Eschenfelders Haus zwischen den Zollunterlagen seine eigenen Werke vor. Beide blieben danach dauerhaft in brieflichem Austausch. Ihre Briefe verfassten sie auf Latein, Erasmus nannte Eschenfelder darin Cinicampianus (latinisiert aus „Aschenfelder“). Einige der Briefe sind verschollen, aber mindestens einer der Briefe Erasmus’ aus dem Jahr 1518 und zwei Eschenfelders aus den 1530er Jahren blieben erhalten.
Gemeinsam mit dem ebenfalls in Boppard tätigen Geistlichen Johann Flaming wurde Eschenfelder zur Anlaufstelle für den Rhein entlangreisende Humanisten. Im Mai 1520 war Ulrich von Hutten bei ihm zu Gast. Eschenfelder schenkte ihm eine Sammlung von Sendschreiben aus der Zeit des Kirchenschismas im späten 14. Jahrhundert, an denen Hutten sich interessiert gezeigt hatte. Hutten veröffentlichte die Briefsammlung noch im gleichen Jahr als scharfe Kritik am Papsttum unter dem Namen De schismate extinguendo. Ebenfalls im Jahr 1520 unterstützte Eschenfelder den durchreisenden Albrecht Dürer, indem er ihm den Zoll erließ.
In einem Brief hatte Eschenfelder Erasmus um die Auslegung eines Psalms gebeten. 1536 vollendete Erasmus sein letztes Werk, De puritate tabernaculi sive ecclesiae christianae (dt. Von der Reinheit des Zeltes oder der christlichen Kirche), eine Auslegung von Psalm 14 (Psalm 15  nach heutiger Nummerierung), die er Eschenfelder persönlich widmete. In der Widmung schrieb Erasmus, dass während Matthäus durch Christus vom Zöllneramt zum Evangelium gerufen wurde, Eschenfelder dagegen selbst Christus und das Evangelium zum Zöllneramt geführt habe.
1547 starb Eschenfelder im Alter von 77 Jahren und wurde in der Kirche St. Severus in Boppard bestattet. Das Grabdenkmal ist nicht erhalten. 1773 zeichnete aber der Geistliche Conrad d’Hame, Propst des Benediktinerinnen-Klosters Marienberg, die Grabinschrift und das Familienwappen ab und erhielt sie so für die Nachwelt.

## Eschenfelders Brief und Erasmus’ Widmung

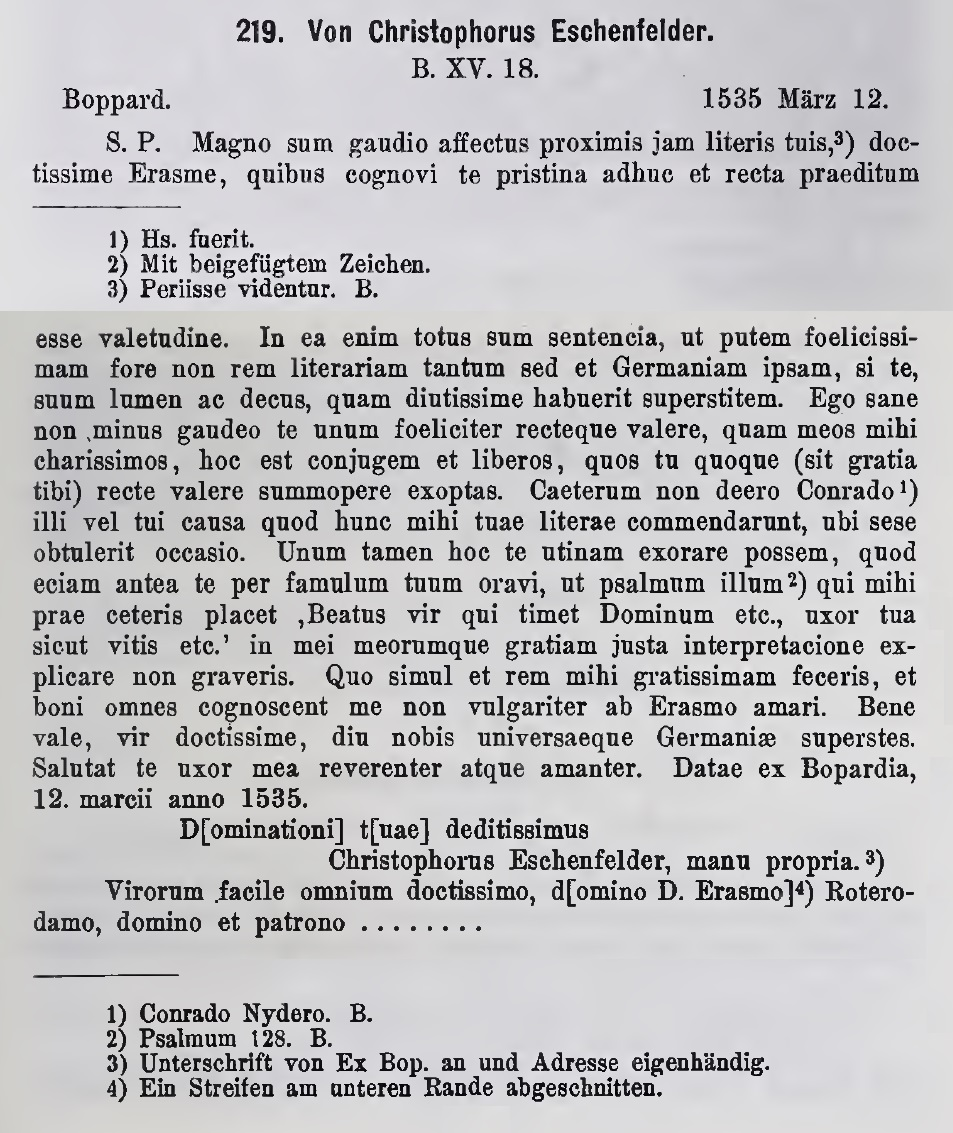
Eschenfelders Brief an Erasmus, 12. März 1535

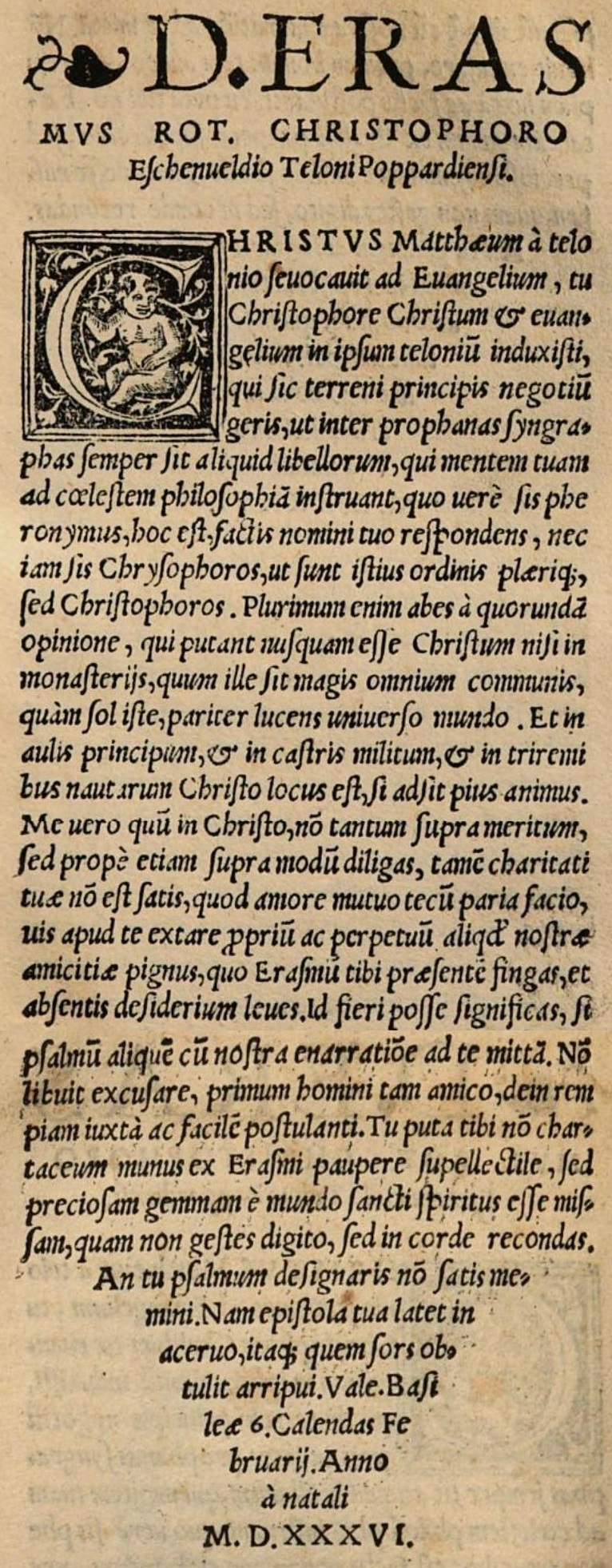
Erasmus’ Widmung, 27. Januar 1536

Eschenfelder: „Mit großer Freude wurde ich erfüllt durch deinen jüngsten Brief, hochgelehrter Erasmus, durch den ich erfuhr, dass du dich bis heute der früheren und richtigen Gesundheit erfreust. Ich bin nämlich gänzlich der Meinung zu glauben, dass nicht nur die literarische Welt, sondern Deutschland selbst hochbeglückt sein wird, wenn es dich, sein Licht und seine Zierde, so lange wie möglich bei sich behält. Ich freue mich tatsächlich nicht weniger darüber, dass es dir glücklich und richtig gut geht, als den mir so teuren Meinen, das heißt meiner Frau und den Kindern, denen auch du (Dank sei dir!) so sehr Wohlergehen wünscht. Im Übrigen werde ich jenen Konrad [Nyder] nicht im Stich lassen – schon deinetwegen, weil dein Brief ihn mir empfahl –, wo die Gelegenheit sich ergibt. Dürfte ich dich doch nur um dieses Eine bitten, worum ich dich schon früher durch deinen Mitarbeiter bat, es möge dir nicht zuwider sein, jenen Psalm, den ich mehr als alle anderen mag: «Glücklich der Mann, der den Herrn fürchtet etc., deine Frau wird wie ein Weinstock sein etc.» [Psalm 128/Vulgata 127] mir und den Meinen zuliebe mit einer angemessenen Deutung zu erläutern. Dadurch würdest du zugleich etwas mir höchst Erfreuliches tun, und alle Guten würden erkennen, dass ich in mehr als gewöhnlichem Maß von Erasmus geliebt werde. Bleibe gesund, hochgelehrter Mann, bleibe uns und ganz Deutschland lange erhalten! Meine Frau grüßt dich mit Verehrung und Liebe.
Boppard, 12. März 1535, deiner Verfügung gänzlich ergeben:
Christoph Eschenfelder, eigenhändig
dem wohl gelehrtesten aller Männer, Herrn D. Erasmus von Rotterdam, seinem Herrn und Gebieter...“
Erasmus: „Desiderius Erasmus von Rotterdam dem Christophorus Eschenfelder, Zolleinnehmer in Boppard
Christus rief Matthäus vom Zollhaus weg zum Evangelium; du, Christophorus, hast Christus und das Evangelium ins Zollhaus eingeführt, da du den Auftrag eines irdischen Fürsten so ausübst, dass zwischen den weltlichen Schuldscheinen immer eines von jenen Büchern vorhanden ist, die deinen Geist in der himmlischen Philosophie unterrichten, damit du wahrhaftig ein Träger deines Namens [pheronymus] seist, das heißt durch Taten deinem Namen entsprichst, nämlich kein Goldträger [Chrysophoros], wie es die meisten dieses Berufsstandes sind, sondern ein Christusträger [Christophoros]. Weit entfernt nämlich bist du von der Ansicht mancher, die meinen, Christus sei nirgends außer in den Klöstern, da er doch vielmehr allen gemeinsam ist wie die Sonne und gleichermaßen der ganzen Welt leuchtet. Sowohl an den Höfen der Fürsten wie in den Lagern der Soldaten wie auf den Ruderbänken der Seeleute ist Platz für Christus, wenn dort ein frommes Herz ist. Obgleich du aber mich in Christus nicht nur über mein Verdienst, sondern fast über jedes Maß liebst, so genügt es doch deiner Liebe nicht, dass ich es dir in der gegenseitigen Liebe gleichtue, du willst ein eigenes und dauerhaftes Pfand unserer Freundschaft bei dir haben, durch das du dir Erasmus [den Liebenswürdigen, Spiel mit dem eigenen Vornamen] als gegenwärtig vorstellen und die Sehnsucht [desiderium, Spiel mit dem eigenen Vornamen] nach dem abwesenden erleichtern kannst. Dies, so gibst du zu verstehen, könne geschehen, wenn ich einen Psalm mit meiner Auslegung zu dir sende. Dem Menschen zuerst, dann dem Freund gefiel es nicht, dem Bittenden eine Sache abzuschlagen, die schließlich fromm und zudem leicht ist. Sei du gewiss, dass dir nicht ein papierenes Geschenk aus Erasmus’ armseliger Studierstube, sondern ein kostbares Kleinod aus der Welt des Heiligen Geistes gesandt ist, das du nicht mit Fingern tragen, sondern im Herzen bewahren sollst. Ob du den Psalm bezeichnet hast, erinnere ich mich nicht genau. Denn dein Brief ist unter einem Haufen versteckt. Darum habe ich nach dem gegriffen, den das Schicksal anbot. Leb wohl! Basel, 6. der Kalenden des Februar [27. Januar] im Jahr seit der Geburt des Herrn 1536“.

## Familie
Eschenfelder war laut seiner Grabinschrift 50 Jahre mit seiner Frau Elisabeth, geborene Merten verheiratet. Zusammen hatten sie drei Söhne: Der älteste, Christoph II. († 1557), trat ebenfalls in die kurtrierische Finanzverwaltung ein und wurde Rentmeister in Koblenz. Balthasar, der mittlere, war zunächst Sekretär beim Trierer Kurfürsten und wurde später Richter in Siegen. Der jüngste Sohn Gabriel wurde 1526 an der Universität Heidelberg immatrikuliert, wo er 1528 seinen Baccalaureus erhielt. 1532 berichtete sein Vater Christoph an Erasmus, dass Gabriel in einen Orden eingetreten sei. Eine Tochter Eschenfelders namens Elisabeth lebte 1511 im Bopparder Kloster Marienberg.